# Paussac-et-Saint-Vivien
Paussac-et-Saint-Vivien là một xã của Pháp, nằm ở tỉnh Dordogne trong vùng Aquitaine của Pháp.

## Thông tin nhân khẩu
| Năm    | 1962 | 1968 | 1975 | 1982 | 1990 | 1999 | 2007 |
| ------ | ---- | ---- | ---- | ---- | ---- | ---- | ---- |
| Dân số | 510  | 474  | 477  | 399  | 383  | 393  | 453  |